# Abrus longibracteatus
Abrus longibracteatus är en ärtväxtart som beskrevs av Jean-Noël Labat. Abrus longibracteatus ingår i Paternosterbönssläktet, och familjen ärtväxter. Inga underarter finns listade i Catalogue of Life.